# 传闻中的陈芊芊
《传闻中的陈芊芊》（英語：The Romance of Tiger and Rose），前名《传闻中的三公主》，2020年中国大陆古裝架空励志剧，企鹅影视与橙子映像传媒联合出品。由南镇编剧、查传谊执导，赵露思、丁禹兮领衔主演，2019年8月开机。於2020年5月18日在腾讯视频首播。台灣由WeTV台灣站獨家播出，於Youtube頻道播映，2020年5月20日上傳。

## 播出时间
| 马来西亚 八度空间 亚洲精选 星期一至四 21:00-22:00 | 马来西亚 八度空间 亚洲精选 星期一至四 21:00-22:00 | 马来西亚 八度空间 亚洲精选 星期一至四 21:00-22:00 |
| ------------------------------------------------- | ------------------------------------------------- | ------------------------------------------------- |
|                                                   | 传闻中的陈芊芊 （2020年12月14日 - 2021年1月21日） |                                                   |
| 白髮 （2020年9月2日－2020年12月10日）             | 爱的约定 （2021年1月25日 - 2021年2月9日）         |                                                   |

| 频道     | 所在地   | 播出日期       | 播出時間                        |
| -------- | -------- | -------------- | ------------------------------- |
| 腾讯视频 | 中国大陆 | 2020年5月18日  | 每週一二20:00更新               |
| WeTV     | 臺灣     | 2020年5月18日  | 每週一二20:00更新               |
| 八度空间 | 马来西亚 | 2020年12月14日 | 亚洲精选 星期一至四 21:00~22:00 |

## 主要剧情
现代小编剧陈小千穿越到她自己写的剧本中。原来的剧本里有两座城：一座是以女子为尊的「花垣城」；一座是以男子为尊的「玄虎城」；女主角是花垣城的二郡主陈楚楚，男主角是玄虎城的少城主韩烁。原本男女主会各种相爱相杀，最后男主会被女主杀害。
但是由于编剧陈小千穿越成为她笔下的女配角：花垣城任性妄为的三公主陈芊芊，導致剧情的走向被彻底改变（歪樓）。原本三公主第三集就会被韩烁毒死。但由于穿越过来的编剧对人物和情节非常熟悉，因此能夠趋吉避凶、逃過死劫。後無意間令男主韩烁爱上三公主陈芊芊，一往情深，成为宠妻狂魔。陈芊芊也爱上韩烁，并为了让男主避開原本剧本里安排的悲慘命运而费尽心力，不惜被男主误会。原本的女主角陈楚楚黑化，认为是芊芊夺走她的一切。因此对芊芊展开报复。危机关头韩烁挺身而出，保护芊芊。最後迎来剧本中“天门大开，异彩漫天”的大结局，编剧陈小千终于回到现实中。

## 演员表

### 主要演员
橙蕉夫妇

| 演員   | 角色   | 介紹 |
| 赵露思 | 陳小千 | 母胎單身的七流小編劇 古裝大劇《猛虎嗅薔薇》編劇 為人鬼馬機靈聰慧善良且膽大 因男主角扮演者韓明星對劇本感情戲質疑而談判崩盤 是一個小財迷，因收到稿費後為了證明自己能力，狂改劇本而不慎感冒的她意外卡進自己寫的劇本里，變身成為她筆下炮灰女配角，花垣城備受城主疼愛的三公主"陳芊芊" 卡進劇本里成為陳芊芊的陳小千失去原有的好武功，成為武功廢才，也因與之前性格有所出入而漸漸吸引本想推掉婚約的裴恆 身為編劇親媽，不僅為了保命及回到現實世界里而推動及逆轉劇情且百般討好韓爍，拼命撮合自己劇本內的男女主，韓爍陳楚楚在一起 與韓爍成親後發生不少趣事，與其相處的過程中卻不知不覺中愛上自己劇本里的男主角韓爍，願意為了他留在劇本的故事里，在其的扶持幫助下，從懵懂無知的少城主慢慢成为花垣城百姓心中能堪當大任的城主 因一場善意的欺騙導致韓爍不得諒解，而起兵攻打花垣城，後為保韓爍性命，不惜詐死，後隨韓爍回玄虎城 隨後告知韓爍自己真實的身份，最後劇情來到故事的結局，在走上繼任城主之位時，天將祥瑞，天門大開，而陳小千也終於能從故事中脫離回到現代，甦醒後發現其實這一切是一場夢、非常真實的夢，而原本的男主角韓老師，因為車禍傷到肺部，延遲開機三個月，他突然意識到這情形跟韓爍一樣，趕到醫院，與韓老師相認。 |
| 赵露思 | 陳芊芊 | 《猛虎嗅薔薇》女配角 話本人物代表物：橙子 花垣城三郡主→庶人→花垣城三郡主→花垣城少城主 劇本中人物設定為花垣城三郡主，居月璃府，自幼被城主母親寵着慣着不忍懲罰，讓城里的人都管自己叫三公主，為人驕縱蠻橫，惡贯满盈，荒唐無度，紙醉金迷，不學無術 天天流連於教坊司，以一身好功夫曾經打垮林七無數次 與裴恆自幼定下婚約，卻因自身荒唐無度而導致裴恆不願履行婚約，甚至多次想推掉婚約 原定劇情設定為三公主當街搶親，第三集被男主韓爍在大婚那晚毒死，後因編劇陳小千卡進劇本中，改變劇情。 |
| 丁禹兮 | 韓爍   | 《猛虎嗅薔薇》男主角 話本人物代表物：香蕉 玄虎城少城主 劇本中的人物設定為玄虎城少城主，人稱韓少君，文韜武略、绝世无雙但患有心疾，活不過二十歲 原定劇情設定是玄虎城因戰敗所以被玄虎城城主派來前來花垣城和親聯姻，入贅花垣最重要的原因是為了能治百病僅此一根的花垣城密寶，龍骨，因而為此精心設計一場英雄救美，本該救下最有希望繼任下任城主的二郡主陳楚楚卻被三郡主陳芊芊橫插一腳陰錯陽差下當街搶親 後本該在七夕時炸毀花垣城炸死花垣城城主，卻因編劇陳小千卡進劇本里成為陳芊芊後有所改變 本是個傲嬌為人處事狠勁十足的人，卻與卡在劇本里的三郡主陳芊芊(編劇陳小千)成親後發生了不少趣事，與其相處時不知不覺愛上她，化身為護妻狂魔，終日狂吃靠近她身邊男子的醋，就連當初信誓旦旦立志剿滅花垣城都拋之腦後 扶持及幫助陳芊芊從懵懂無知的少城主慢慢成为花垣城百姓心中能堪當大任的城主 因一場善意的欺騙不諒解陳芊芊，而起兵攻打花垣城，後陳芊芊為保韓爍的性命不惜詐死，後隨行回玄虎城 發現並被告知陳芊芊（陳小千）真實的身份，與陳楚楚對質時為保護陳小千而肺部中刀，時日不多 在城主走花路之日，不惜拖著自己的身體到典禮現場，為了親眼目睹陳小千回到自己的世界。                                                          |
| 丁禹兮 | 韓明星 | 影帝 《猛虎嗅薔薇》男主扮演者 與韓爍擁有相似的面貌 於第1集與第24集登場 因質疑劇本設定與感情戲的真實性，導致戲劇無法準時開機，因與編劇陳小千看法不一致而談崩 抨擊編劇陳小千，讓她去談場戀愛才能把劇本寫好 因出車禍肺部受傷進醫院，需三個月時間康復 與陳小千在醫院談話間透露車禍後做了一場很長的夢，夢裡都是陳芊芊， 在陳小千認為自己是韓爍時卻失口否認，說自己腦海中有著一段不屬於自己的回憶畫面在閃過，並順口稱呼陳小千為橙子同學。 |

### 花垣城（以女為尊）
| 演員   | 角色              | 介紹 |
| 周紫馨 | 陳楚楚 （裴楚楚） | 《猛虎嗅薔薇》女主角 話本人物代表物：蘋果 花垣城二郡主→花垣城司軍→花垣城二郡主→花垣城司軍→花垣城二郡主→花垣城城主 劇本中人物設定為花垣城二郡主（亦是花垣城司軍），居星梓府，是眾人眼里下任城主的最佳人選 原定劇情應是被玄虎城少城主韓爍設局救下，成為其妻，與其相愛，後因三郡主陳芊芊當街搶婚而不告而終 在編劇陳小千卡進劇本里成為陳芊芊後，搗亂了原劇本劇情的節奏，因韓爍的協助下，陳芊芊搶走本該屬於自己的少城主之位後，漸漸黑化。不惜傷害好友姐妹來換取自己應得的人事物 後遭受身旁小厮梓竹挑拨，成為三公主陈芊芊的最大勁敵，愛上了韓爍，一心想把本該屬於自己的人事物搶回來，卻慘遭韓爍拒絕 而自幼被花垣城城主嚴厲對待，時刻小心翼翼，懼怕城主母親不滿自己的所作所為的她殊不知，自己並非花垣城城主的亲生女儿，所以才被多次設防 真實身份為已故裴司軍武姜之女，裴恒之妹 |
| 盛英豪 | 裴恒              | 《猛虎嗅薔薇》男配角 話本人物代表物：水蜜桃 花垣城司學→花垣城司軍→花垣城裴公子→花垣城司軍 劇本中人物設定為前任司軍裴武姜之子，花垣城第一美男子，人稱裴司學，家世才学近乎完美，是花垣城少女心中的优质偶像與男神 自幼與三郡主陳芊芊有婚约，起初因其荒唐無度的行為对其排斥，多次想推掉婚約 在與編劇陳小千卡进劇本里的陳芊芊相處後，渐渐被其吸引，不願與其解除婚約，甚至會擔心她的安危而安排蘇子嬰跟隨，成為陳芊芊的小跟班 後因陳小千的鼓勵而走上從軍之路 |
| 赵昕   | 陳沅沅            | 《猛虎嗅薔薇》女配角 花垣城大郡主 劇本中人物設定為花垣城大郡主，居日晟府，因當年被下毒後身負殘疾，终日坐在輪椅上，推斷殘疾原因是因原三郡主陳芊芊造成而對其有所疏遠 為人悲观但坚强，心思敏感易鑽牛角尖，曾写了幾十份稿的遺書 習慣一邊說着悲傷春秋的話，一邊卻各處搜羅各種大補食材滋補身體 醫術非常高明，什麼病都能治，唯獨自己的腿疾 表面上冷漠孤僻傲嬌且口是心非，實際上內心渴望別人的關懷也想像正常人一樣談一段刻骨銘心的戀愛 因編劇陳小千卡進劇本里成為陳芊芊的一場以武試致遍體鱗傷，來告知長姐她一個武功廢才都能辦到的事，來換取她願意復健雙腿的機會 原定劇情為在七夕，拋繡球招親之時，蘇沐接到繡球成為大郡主夫婿，卻因編劇陳小千卡進劇本里成為陳芊芊後有所改變，在男主占城時被蘇沐告白，後在蘇沐的陪伴下走過城主繼承大典的路                                        |
| 权沛伦 | 蘇沐              | 《猛虎嗅薔薇》男配角 花垣城教坊司頭牌→花垣城宗學堂學員→花垣城教坊司頭牌→花垣城蘇公子 劇本中人物設定為花垣城教坊司頭牌，深受三郡主陳芊芊的寵愛，有「萬人空巷看蘇郎」的評價 最擅長討好女人，是婦女之友 為人非常會察言觀色，辦事穩妥 風流浪蕩的外表下隱藏一顆細膩體貼有擔當的心，因而迅速發現大郡主陳沅沅脆弱且敏感的一面，也因大郡主對自己毫無偏見而用心去與其相處，後在相處中喜歡上她 原定劇情為在七夕，大郡主陳沅沅拋繡球招親之時，接到繡球成為大郡主夫婿，卻因編劇陳小千卡進劇本里成為陳芊芊後有所改變 |
| 胡彩虹 | 花垣城城主        | 《猛虎嗅薔薇》角色 劇本中人物設定為花垣城城主，性格霸氣執拗 膝下有三個女兒，沅沅、楚楚與芊芊 格外寵愛三女兒陳芊芊，即便犯錯了都會找機會原諒放過她 對陳楚楚十分嚴厲、多次設防，只因她不是她親生女兒 原定劇情本該是在七夕遊街之時，被韓爍引爆火藥炸毀花垣城而被炸死，卻因編劇陳小千卡進劇本里成為陳芊芊後有所改變 |
| 李昂   | 桑奇              | 《猛虎嗅薔薇》角色 劇本中人物設定為花垣城城主侍從 |
| 陳名豪 | 蘇子嬰            | 《猛虎嗅薔薇》角色 話本人物代表物：櫻桃 花垣城前司軍裴武姜雙面間諜→玄虎城司軍副將 乳名嬰嬰，是編劇陳小千為推動劇情發展而加入的人物 劇本中人物設定為前任司軍裴武姜一手培養的雙面間諜，表面柔弱不能自理，實則古靈精怪，又損又婊，歪招賊多 原定劇情中他是陳楚楚的小軍師，輔佐她在後期打敗韓爍 在編劇陳小千卡進劇本里成為陳芊芊後，蘇子嬰被不知情的裴恒送給三郡主陳芊芊成為照顧她的小跟班，時刻向裴恒匯報其信息與安全 很會在陳芊芊面前偽裝柔弱且時刻奉獻好意，被韓爍視為眼中釘，實際各種行為舉動都是在助陳楚楚取回本屬於她的少城主之位，和不惜花任何手段讓她能與韓爍在一起，卻不經意成為韓爍和陳芊芊助攻 後來在陳芊芊與陳楚楚反目後，被陳芊芊生擒並策反成功，是陳芊芊鬥贏陳楚楚的重要助力                                                                                   |
| 魏笑   | 林七              | 《猛虎嗅薔薇》角色 話本人物代表物：歪瓜 劇本中人物設定為花垣城林府千金，管理教坊司，與陳楚楚是好友，因對付韓爍失利而反被害死 家中有礦及不少資產，自幼看不慣陳芊芊，卻總打不贏武功高強的陳芊芊，後和好 愛慕裴恒，最終嫁給玄虎城男子為妻子 在編劇陳小千卡進劇本里成為陳芊芊後，卻慘遭陳楚楚傷害，中箭卻大難不死，後與其反目 |
| 吴逸迦 | 梓銳              | 《猛虎嗅薔薇》角色 劇本中人物設定為花垣城三公主陳芊芊侍從，得瑟又可爱，與白芨是陳芊芊和韓爍的神助攻與豬隊友 |
| 张珀凡 | 梓竹              | 《猛虎嗅薔薇》角色 劇本中人物設定為花垣城二郡主陳楚楚侍從 經常對陳芊芊表示不滿，挑撥陳楚楚與陳芊芊的關係 |
| 潘麓宇 | 梓年              | 《猛虎嗅薔薇》角色 劇本中人物設定為花垣城大郡主陳沅沅侍從 為人仔細體貼 |
| 刘鑫   | 話本先生甲        | 《猛虎嗅薔薇》角色 劇本中人物設定為話本先生，說書業中的翹楚，經常為三公主陳芊芊出謀劃策 |
| 薛亦伦 | 話本先生乙        | 《猛虎嗅薔薇》角色 劇本中人物設定為話本先生，說書業中的翹楚，經常為三公主陳芊芊出謀劃策 |
| 喻庆辉 | 話本先生丙        | 《猛虎嗅薔薇》角色 劇本中人物設定為話本先生，說書業中的翹楚，經常為三公主陳芊芊出謀劃策 |
| 计彬   | 劉司銀            | 《猛虎嗅薔薇》角色 劇本中人物設定為花垣城大臣 |
| 韩志刚 | 林府管家          | 《猛虎嗅薔薇》角色 劇本中人物設定為花垣城林府管家 |

### 玄虎城（以男為尊）
| 演員   | 角色           | 介紹 |
| 刘书源 | 白芨           | 《猛虎嗅薔薇》角色 話本人物代表物：石榴 劇本中人物設定為玄虎城少城主韩烁侍從，容易誤解指示，可以說是陳芊芊和韓爍的神助攻與豬隊友 |
| 张皓承 | 玄虎城城主     | 《猛虎嗅薔薇》角色 劇本中人物設定為玄虎城城主                                                                                    |
| 张渟婷 | 玄虎城城主夫人 | 《猛虎嗅薔薇》角色 花氏，劇本中人物設定為玄虎城城主夫人，亦是玄虎城司軍，曾女扮男裝，代父從軍                                    |
| 郭佳伊 | 楊司戶         | 《猛虎嗅薔薇》角色 劇本中人物設定為花垣城大臣，實際身份為玄虎城臥底，傳達消息給韓爍，並替韓爍排憂解難                            |

### 其他演員
| 演員 | 角色 | 介紹 |
| 沈驰 | 孟過 | 《猛虎嗅薔薇》角色 劇中人物設定為山匪首領，威猛山寨大當家 原定劇情中本該要生擒並霸佔陳芊芊，本應被韓爍求情並收下，成為其麾下一名猛將 在編劇陳小千卡進劇本里成為陳芊芊後，因感恩陳芊芊不顧花垣城城主的剿匪命令，對其六抓六放，而決定與其結拜成為異父異母義兄妹，擁戴她為威猛山寨大當家，自己甘願成為威猛山寨二當家，此後與威猛山眾人歸順陳芊芊，為她所用 |

## 电视原声带
| 曲序 | 曲目           |           | 作曲      | 编曲   | 演唱         | 时长 |
| ---- | -------------- | --------- | --------- | ------ | ------------ | ---- |
| 1.   | 月夜（片头曲） | 郑凌旭    | 陈欣桦    | 方磊   | 双笙、妖扬   | 3:50 |
| 2.   | 传闻（片尾曲） | 崔恕      | 洪川      | 洪川   | 霍尊         | 3:27 |
| 3.   | 风清（插曲）   | 赵景怡    | 赵佳霖    | 赵佳霖 | 徐良         | 4:33 |
| 4.   | 时光话（插曲） | JBS MUSIC | JBS MUSIC | 王悦   | 赵露思       | 4:52 |
| 5.   | 结伴（插曲）   | 崔恕      | 王可      | 王可   | 崔子格、多亮 | 4:25 |

## 宣傳活動
| 活动日期     | 活動                             | 出席演員                                     |
| 2020年6月5日 | 《传闻中的陈芊芊》上海粉丝见面会 | 赵露思、丁禹兮、盛英豪、陈名豪、沈驰、刘书源 |